# Йордан Захариев
Йордан Захариев Харизанов е български учител, географ, етнограф, фолклорист и историк, който е сред най-добрите изследователи и познавачи на Кюстендилския регион. Член-кореспондент на БАН (1937).

## Биография
Роден е на 3 март 1877 г. в Босилеград. Учи до първи прогимназиален клас в Босилеград, след което завършва Кюстендилското педагогическо училище (1895). Учителства две години в родния си град. През 1897 г. записва Историко-филологическия факултет на Висшето училище в София. Учи география при проф. Анастас Иширков и възприема принципите и методологията на повлияната от западни учени Българска географска школа. Завършва с отличие специалностите география и педагогика (1901). През 1904 г. се жени за Евгения Димитрова Кюркчиева. Двамата имат 3 деца: Недка, Боян и Асен.
От 1901 до 1908 г. е прогимназиален учител в Босилеград. Дългогодишен директор на непълната девическа гимназия (1909 – 1922) и на смесената гимназия в Кюстендил (1922 – 1934).
В продължение на повече от половин век провежда цикъл от проучвания на Кюстендилския край, обхващащи 159 села и Кюстендил. Кръгът на неговите изследвания е в областта на антропогеографията, етнографията, фолклора, социологията и диалектологията. Превес на проучванията му са битът и езикът на населението, тъй като устното народно творчество все повече се забравя, а народният говор бързо губи характерните си местни особености. Книгата му „Кюстендилското краище“ е първото поселищно изследване в България. Други негови по-важни трудове са: „Упътване за антропогеографски изучавания в България“ (1928), „Село Слокощица“ (1935), „Пиянец“ (1938), „Кюстендил. Принос към поселищно-географските проучвания на нашите градове“ (1938), „Кюстендилска котловина“ (1963), множество статии и други.
Наред с научната си дейност той е и активен културен деятел в Кюстендил. Председател на настоятелството на читалище „Братство“ (1928) и актьор–любител; уредник на Градския музей (1919 и 1930); един от основателите и пръв председател на туристическото дружество „Осоговец“; председател на културно-стопанското дружество „Кюстендил“ (1928).
Йордан Захариев е сред личностите, които ръководят протестите в Босилеградско срещу прилагането на Ньойския договор и окупацията на Западните покрайнини през 1920 г. Участва в акцията на бежанците и е председател на Учредителния конгрес (1924) на Организацията на Западните покрайнини.
Завършва земния си път на 8 май 1965 г. в Кюстендил. След неговата смърт наследниците му: Боян и Асен Захариеви – синове, и дъщеря му – Недка Захариева, даряват на Историческия музей в Кюстендил трудовете му, ръкописи, богата библиотека, награди, лични вещи и др.
През 1998 г. Йордан Захариев е удостоен със званието „почетен гражданин на град Кюстендил“. Сред правнуците му е Анжела Димчева – журналист и писател, автор на 11 книги.